# Campylaspides canariensis
Campylaspides canariensis är en kräftdjursart som beskrevs av Jones 1984. Campylaspides canariensis ingår i släktet Campylaspides och familjen Nannastacidae. Inga underarter finns listade i Catalogue of Life.